# Ichneutica steropastis
Ichneutica steropastis là một loài bướm đêm trong họ Noctuidae.